# Jerzy Uszycki
Jerzy Oktawiusz Uszycki, ps. „Jurski”, „Ort” (ur. 26 marca 1893 w Warszawie, zm. 22 maja 1961 w USA) – podpułkownik łączności Wojska Polskiego, członek Polskiej Organizacji Wojskowej, dowódca Wojsk Łączności Sił Zbrojnych w Kraju.

## Życiorys
Urodził się 26 marca 1893 w Warszawie, w rodzinie Bronisława i Leokadii z Michałowskich . W kwietniu 1933 został przeniesiony z Szefostwa Łączności Ministerstwa Spraw Wojskowych do Centrum Wyszkolenia Łączności w Zegrzu na stanowisko dowódcy batalionu podchorążych rezerwy. 27 czerwca 1935 został mianowany na stopień majora ze starszeństwem z 1 stycznia 1935 i 8. lokatą w korpusie oficerów łączności. W marcu 1939 pełnił służbę w Generalnym Inspektoracie Sił Zbrojnych w Warszawie na stanowisku referenta łączności inspektora armii „na odcinku Łódź” gen. dyw. Juliusza Rómmla. Następnie został przeniesiony do Dowództwa Korpusu Ochrony Pogranicza na stanowisko szefa łączności. W czasie kampanii wrześniowej był dowódcą łączności Grupy Operacyjnej gen. Kruszewskiego. W maju 1942 został dowódcą Wojsk Łączności Sił Zbrojnych w Kraju. Równocześnie pełnił funkcję zastępcy szefa Oddziału V Komendy Głównej Armii Krajowej do spraw łączności technicznej. Publikował w konspiracyjnym miesięczniku „Insurekcja”. Jako dowódca Wojsk Łączności SZ w Kraju wziął udział w powstaniu warszawskim. Po kapitulacji dostał się do niemieckiej niewoli. Przebywał w Stalagu X B Sandbostel .
Zmarł 22 maja 1961. Został pochowany w Stanach Zjednoczonych. Jego symboliczny grób znajduje się na cmentarzu Powązkowskim (kwatera 236-6-25,26), gdzie została pochowana Maria z Orthów Uszycka (zm. 5 lipca 1956).

## Ordery i odznaczenia
- Krzyż Srebrny Orderu Wojskowego Virtuti Militari nr 11688[11]
- Krzyż Niepodległości (28 grudnia 1933)[12]
- Krzyż Walecznych („za czyny męstwa i odwagi wykazane w wojnie rozpoczętej 1 września 1939 roku”)
- Srebrny Krzyż Zasługi (10 listopada 1928)[13][4]